# Saint-Barthélemy-de-Vals
Pour les articles homonymes, voir Saint-Barthélemy et Vals.
Saint-Barthélemy-de-Vals [sɛ̃ baʁtelemi də vals] est une commune française située dans le département de la Drôme en région Auvergne-Rhône-Alpes.

## Géographie

### Situation et description

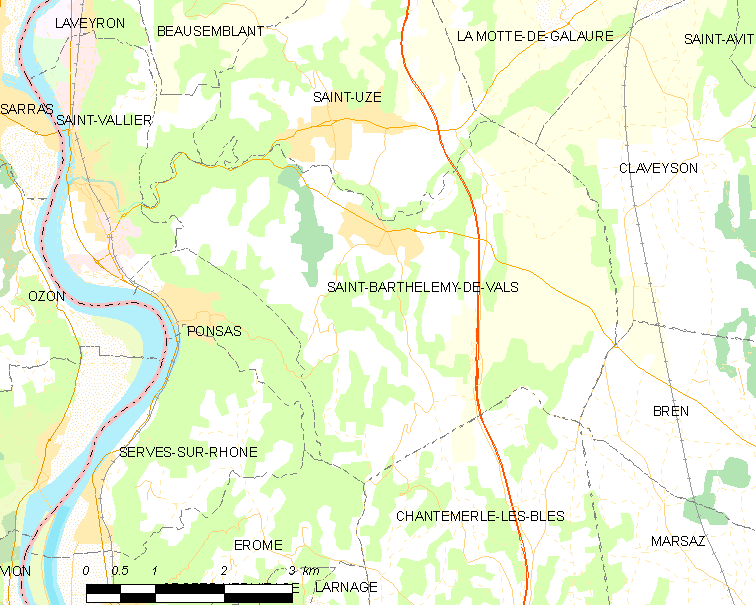
Saint-Barthélemy-de-Vals.

La commune de Saint-Barthélemy-de-Vals se situe dans la Drôme des Collines, et plus précisément dans la vallée de la Galaure.

Le village se situe à 6 km à l'est de Saint-Vallier (chef-lieu du canton), à 30 km environ au nord de Valence et à 70 km au sud de Lyon.

### Climat
Pour des articles plus généraux, voir Climat d'Auvergne-Rhône-Alpes et Climat de la Drôme.
En 2010, le climat de la commune est de type climat du Bassin du Sud-Ouest, selon une étude du Centre national de la recherche scientifique s'appuyant sur une série de données couvrant la période 1971-2000. En 2020, Météo-France publie une typologie des climats de la France métropolitaine dans laquelle la commune est dans une zone de transition entre le climat de montagne et le climat méditerranéen et est dans la région climatique  Moyenne vallée du Rhône, caractérisée par un bon ensoleillement en été (fraction d’insolation > 60 %), une forte amplitude thermique annuelle (4 à 20 °C), un air sec en toutes saisons, orageux en été, des vents forts (mistral), une pluviométrie élevée en automne (250 à 300 mm).
Pour la période 1971-2000, la température annuelle moyenne est de 12,3 °C, avec une amplitude thermique annuelle de 17,9 °C. Le cumul annuel moyen de précipitations est de 903 mm, avec 7,9 jours de précipitations en janvier et 5,6 jours en juillet. Pour la période 1991-2020, la température moyenne annuelle observée sur la station météorologique installée sur la commune est de 12,7 °C et le cumul annuel moyen de précipitations est de 860,4 mm,. Pour l'avenir, les paramètres climatiques de la commune estimés pour 2050 selon différents scénarios d'émission de gaz à effet de serre sont consultables sur un site dédié publié par Météo-France en novembre 2022.
| Mois                                  | jan.             | fév.           | mars            | avril         | mai             | juin           | jui.           | août           | sep.            | oct.            | nov.             | déc.             | année      |
| ------------------------------------- | ---------------- | -------------- | --------------- | ------------- | --------------- | -------------- | -------------- | -------------- | --------------- | --------------- | ---------------- | ---------------- | ---------- |
| Température minimale moyenne (°C)     | 0,6              | 0,6            | 3,1             | 5,9           | 9,9             | 13,2           | 14,5           | 14,1           | 10,9            | 8,3             | 4,1              | 1,3              | 7,2        |
| Température moyenne (°C)              | 4                | 5              | 8,7             | 12            | 16,2            | 19,9           | 21,8           | 21,5           | 17,4            | 13,3            | 7,9              | 4,7              | 12,7       |
| Température maximale moyenne (°C)     | 7,5              | 9,3            | 14,4            | 18,1          | 22,4            | 26,6           | 29,1           | 28,8           | 23,8            | 18,3            | 11,8             | 8                | 18,2       |
| Record de froid (°C) date du record   | −23,8 06.01.1971 | −16 05.02.1963 | −11,9 02.03.05  | −5,9 08.04.21 | −2,4 02.05.1962 | 2,5 01.06.1986 | 2,8 06.07.1965 | 2,2 30.08.1986 | −0,4 29.09.1972 | −5,7 31.10.1997 | −11,2 28.11.1985 | −17,4 28.12.1962 | −23,8 1971 |
| Record de chaleur (°C) date du record | 19,2 10.01.15    | 21,9 23.02.20  | 25,9 25.03.1994 | 29,6 24.04.07 | 35,2 24.05.09   | 39,8 27.06.19  | 40,5 24.07.19  | 42,5 22.08.23  | 34,8 01.09.1961 | 30 05.10.1966   | 24,3 02.11.1970  | 19,3 16.12.1989  | 42,5 2023  |
| Précipitations (mm)                   | 53,3             | 41,4           | 49,8            | 69,6          | 79,6            | 65,1           | 60,3           | 62,2           | 100,6           | 120,9           | 105,7            | 51,9             | 860,4      |

### Voies de communication et transports
L'autoroute A7 (Route européenne 15) traverse le territoire de la commune selon un axe nord-sud. Le péage le plus proche est situé sur la commune voisine de Mercurol

## Urbanisme

### Typologie
Au 1er janvier 2024, Saint-Barthélemy-de-Vals est catégorisée bourg rural, selon la nouvelle grille communale de densité à 7 niveaux définie par l'Insee en 2022.
Elle est située hors unité urbaine. Par ailleurs la commune fait partie de l'aire d'attraction de Saint-Vallier, dont elle est une commune de la couronne,. Cette aire, qui regroupe 9 communes, est catégorisée dans les aires de moins de 50 000 habitants,.

### Occupation des sols
L'occupation des sols de la commune, telle qu'elle ressort de la base de données européenne d’occupation biophysique des sols Corine Land Cover (CLC), est marquée par l'importance des territoires agricoles (63,8 % en 2018), en diminution par rapport à 1990 (64,7 %). La répartition détaillée en 2018 est la suivante : 
zones agricoles hétérogènes (35,8 %), forêts (32,7 %), terres arables (24,9 %), zones urbanisées (3,5 %), prairies (3,1 %). L'évolution de l’occupation des sols de la commune et de ses infrastructures peut être observée sur les différentes représentations cartographiques du territoire : la carte de Cassini (XVIIIe siècle), la carte d'état-major (1820-1866) et les cartes ou photos aériennes de l'IGN pour la période actuelle (1950 à aujourd'hui).

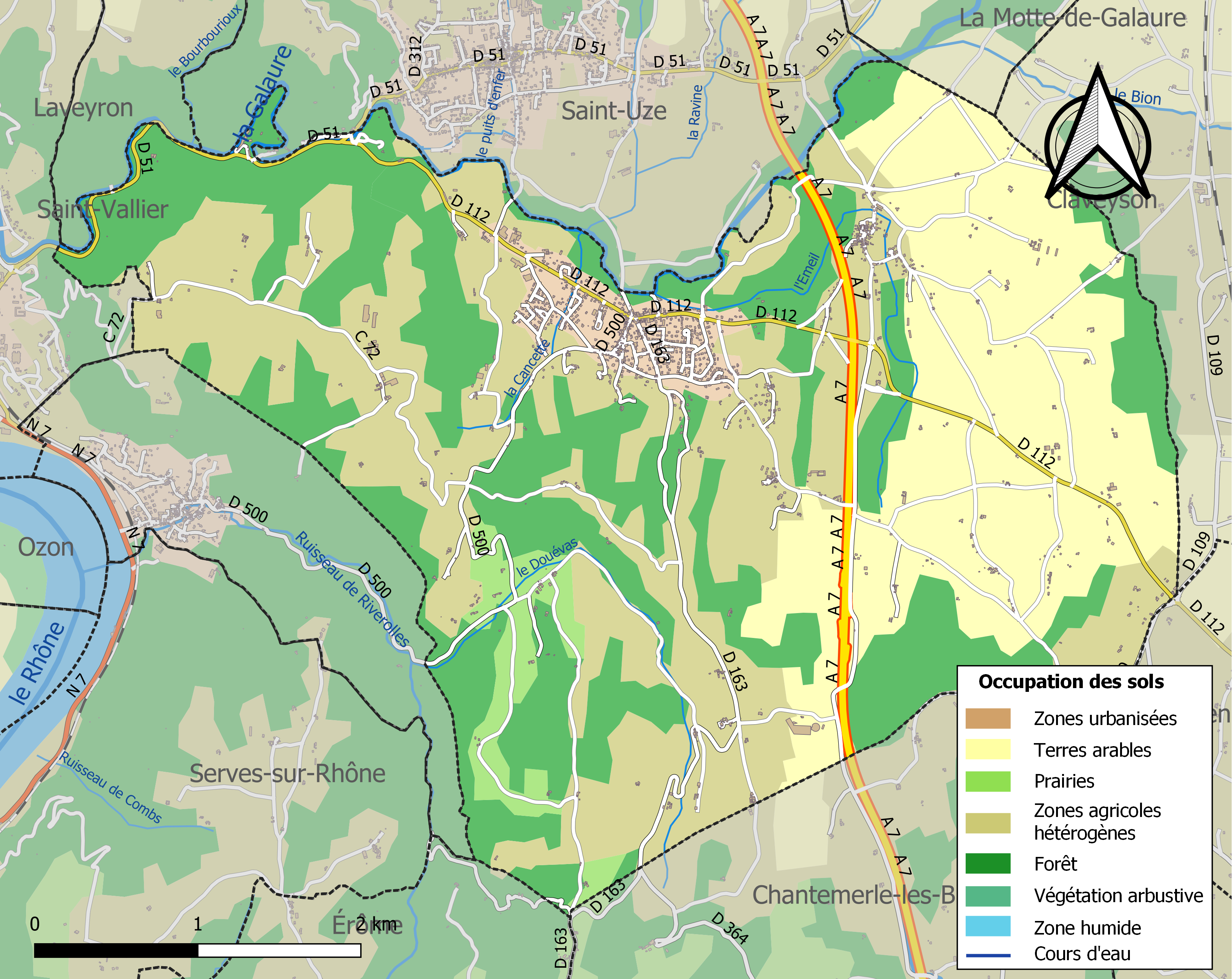
Carte des infrastructures et de l'occupation des sols de la commune en 2018 (CLC).

## Toponymie

### Attestations
Dictionnaire topographique du département de la Drôme :
- 958 : locus Sancti Bartholemei (cartulaire de Saint-Chaffre, 15).
- 1179 : mention de l'église du prieuré : ecclesia Sancti Bartholomei (cartulaire de Saint-Chaffre, 33).
- XIVe siècle : mention du prieuré : prioratus Sancti Bartholomei de Marnas (pouillé de Vienne).
- 1555 : Sainct Bartholomieu (terrier de Diane de Poitiers).
- 1788 : Saint Barthélemy de Val (Alman. du Dauphiné).
- 1891 : Saint-Barthélemy-de-Vals, commune du canton de Saint-Vallier.

## Histoire

### Préhistoire
Le site des Roches qui dansent a pu être considéré par certains comme un cromlech mais il s'agit en fait d'une formation naturelle.
Le site de la chapelle Notre-Dame-de-Vals, juchée sur son piton rocheux qui domine la Galaure, a été occupé dès l'âge de bronze[réf. nécessaire].

### Protohistoire
Fin XIXe siècle, des sépultures celtiques ont été découvertes sur le site des Roches qui dansent[réf. nécessaire].

### Antiquité: les Gallo-romains
Le général Quintius Fabius Maximus a livré bataille contre les Gaulois (vers Douévas)[réf. nécessaire].

### Du Moyen Âge à la Révolution
La seigneurie :
- La terre est un fief du comté d'Albon[12].
- Les seigneurs de Siboud dirigeaient le fief de Vals (territoire allant de Laveyron à Ponsas et englobant Saint-Uze et Saint-Barthélemy-de-Vals)[réf. nécessaire].
- Le château est vendu au dauphin Humbert Ier de Viennois[réf. nécessaire]. Il semble avoir essentiellement joué un rôle de prison ou de logement pour les officiers de justice du dauphin[réf. nécessaire].
- 1343 : la terre passe à la couronne de France[réf. nécessaire].
- XVe siècle : le mandement de Vals est transmis aux Poitiers[réf. nécessaire].

Vers 1355-1375, la chapelle est érigée en guise de protection contre les épidémies de peste[réf. nécessaire]
XVe siècle : séjour du futur roi Louis XI au château[réf. nécessaire].
XVe siècle : un péage est mentionné à Villeneuve (supprimé au XVIIIe siècle).
Pendant les guerres de Religion, le château et la chapelle sont dégradés[réf. nécessaire].
1586 : Jean de la Croix-Chevrière achète le château[réf. nécessaire]

C’est aussi à cette époque que le seigneur de Saint-Vallier fait construire une maison et un hospice dans l'enceinte du château[réf. nécessaire].

Jusqu’à la fin du XVIIe, la chapelle continue d’attirer des pèlerins qui y montent plusieurs fois l'an[réf. nécessaire].
1780 : ouverture de la route de la Galaure en 1780 qui sort le lieu de son isolement[réf. nécessaire].
Avant 1790, Saint-Barthélemy-de-Vals était une paroisse de la communauté de Vals et du diocèse de Vienne, dont l'église était celle d'un prieuré de l'ordre de Saint-Benoît et de la dépendance de l'abbaye de Saint-Chaffre-le-Monestier. Ce prieuré, fondé en 1058 au lieu-dit de Marnas par les comtes de Valentinois, fut ensuite transféré à Saint-Barthélemy. Le prieur était collateur et décimateur dans la paroisse.

Le territoire fait partie du mandement de Vals (voir le château de Vals, commune de Saint-Uze).

### De la Révolution à nos jours
Le comité révolutionnaire de Saint-Vallier déclare que la place forte est un lieu de réunion de fanatiques et qu'il convient de considérer la chapelle comme un bien national et que son toit doit être brûlé.

Jean de la Croix-Chevrière, ne pouvant prouver son statut de propriétaire, perd ses biens[réf. nécessaire].
En 1790, la paroisse devint une commune du canton de Saint-Vallier.
En 1893, la commune voit l'arrivée de la voie de chemin de fer reliant Saint-Vallier au Grand-Serre. Un tunnel de 43 m est percé dans le piton rocheux et une station est créée, celle de la « roche taillée ». Un pont est ensuite construit au-dessus de la Galaure[réf. nécessaire].

## Politique et administration

### Liste des maires
| Période                                  | Période                        | Identité                             | Étiquette | Qualité       |
| ---------------------------------------- | ------------------------------ | ------------------------------------ | --------- | ------------- |
| Les données manquantes sont à compléter. |                                |                                      |           |               |
| 1871                                     |                                | ?                                    |           |               |
| 1874                                     |                                | ?                                    |           |               |
| 1878                                     |                                | ?                                    |           |               |
| 1884                                     |                                | ?                                    |           |               |
| 1888                                     |                                | ?                                    |           |               |
| 1892                                     |                                | ?                                    |           |               |
| 1896                                     |                                | ?                                    |           |               |
| 1900                                     |                                | ?                                    |           |               |
| 1904                                     |                                | ?                                    |           |               |
| 1908                                     |                                | ?                                    |           |               |
| 1912                                     |                                | ?                                    |           |               |
| 1919                                     |                                | ?                                    |           |               |
| 1925                                     |                                | ?                                    |           |               |
| 1929                                     |                                | ?                                    |           |               |
| 1935                                     |                                | ?                                    |           |               |
| 1945                                     |                                | ?                                    |           |               |
| 1947                                     |                                | ?                                    |           |               |
| 1953                                     |                                | ?                                    |           |               |
| 1959                                     |                                | ?                                    |           |               |
| 1965                                     |                                | ?                                    |           |               |
| 1971                                     |                                | ?                                    |           |               |
| 1977                                     |                                | Frédéric Duclaux                     |           |               |
| 1983                                     | 1989                           | Jeanine Bathendier                   | DVG       |               |
| 1989                                     | 1995                           | Bernard Guimbaud                     | PS        |               |
| 1995                                     | 2001                           | Bernard Guimbaud                     |           | maire sortant |
| 2001                                     | mars 2006                      | Jean Lopez                           | PS        |               |
| mars 2006 (statut ?)                     | 2008                           | Maryse Albert                        |           |               |
| 2008                                     | 2014                           | Pierre Montagne                      | DVG       | retraité      |
| 2014                                     | 2020                           | Pierre Montagne                      |           | maire sortant |
| 2020                                     | En cours (au 28 décembre 2020) | Ludwig Montagne[source insuffisante] |           |               |

## Population et société

### Démographie
L'évolution du nombre d'habitants est connue à travers les recensements de la population effectués dans la commune depuis 1793. Pour les communes de moins de 10 000 habitants, une enquête de recensement portant sur toute la population est réalisée tous les cinq ans, les populations de référence des années intermédiaires étant quant à elles estimées par interpolation ou extrapolation. Pour la commune, le premier recensement exhaustif entrant dans le cadre du nouveau dispositif a été réalisé en 2004.

En 2022, la commune comptait 1 852 habitants, en évolution de −1,7 % par rapport à 2016 (Drôme : +2,64 %, France hors Mayotte : +2,11 %).
| 1793 | 1800 | 1806 | 1821 | 1831  | 1836  | 1841  | 1846  | 1851  |
| ---- | ---- | ---- | ---- | ----- | ----- | ----- | ----- | ----- |
| 701  | 704  | 753  | 805  | 1 043 | 1 118 | 1 252 | 1 321 | 1 352 |

| 1856  | 1861  | 1866  | 1872  | 1876  | 1881  | 1886  | 1891  | 1896  |
| ----- | ----- | ----- | ----- | ----- | ----- | ----- | ----- | ----- |
| 1 386 | 1 415 | 1 428 | 1 455 | 1 518 | 1 486 | 1 545 | 1 571 | 1 546 |

| 1901  | 1906  | 1911  | 1921  | 1926  | 1931  | 1936  | 1946  | 1954  |
| ----- | ----- | ----- | ----- | ----- | ----- | ----- | ----- | ----- |
| 1 513 | 1 372 | 1 313 | 1 148 | 1 137 | 1 131 | 1 116 | 1 051 | 1 078 |

| 1962  | 1968  | 1975  | 1982  | 1990  | 1999  | 2004  | 2006  | 2009  |
| ----- | ----- | ----- | ----- | ----- | ----- | ----- | ----- | ----- |
| 1 132 | 1 153 | 1 164 | 1 365 | 1 637 | 1 625 | 1 709 | 1 748 | 1 881 |

| 2014  | 2019  | 2022  | - | - | - | - | - | - |
| ----- | ----- | ----- | - | - | - | - | - | - |
| 1 858 | 1 858 | 1 852 | - | - | - | - | - | - |

### Enseignement
La commune est rattachée à l'académie de Grenoble.

### Manifestations culturelles et festivités
- Fête patronale : le dimanche avant le 25 avril[12].
- Fête communale : le premier dimanche de septembre[12].

### Loisirs

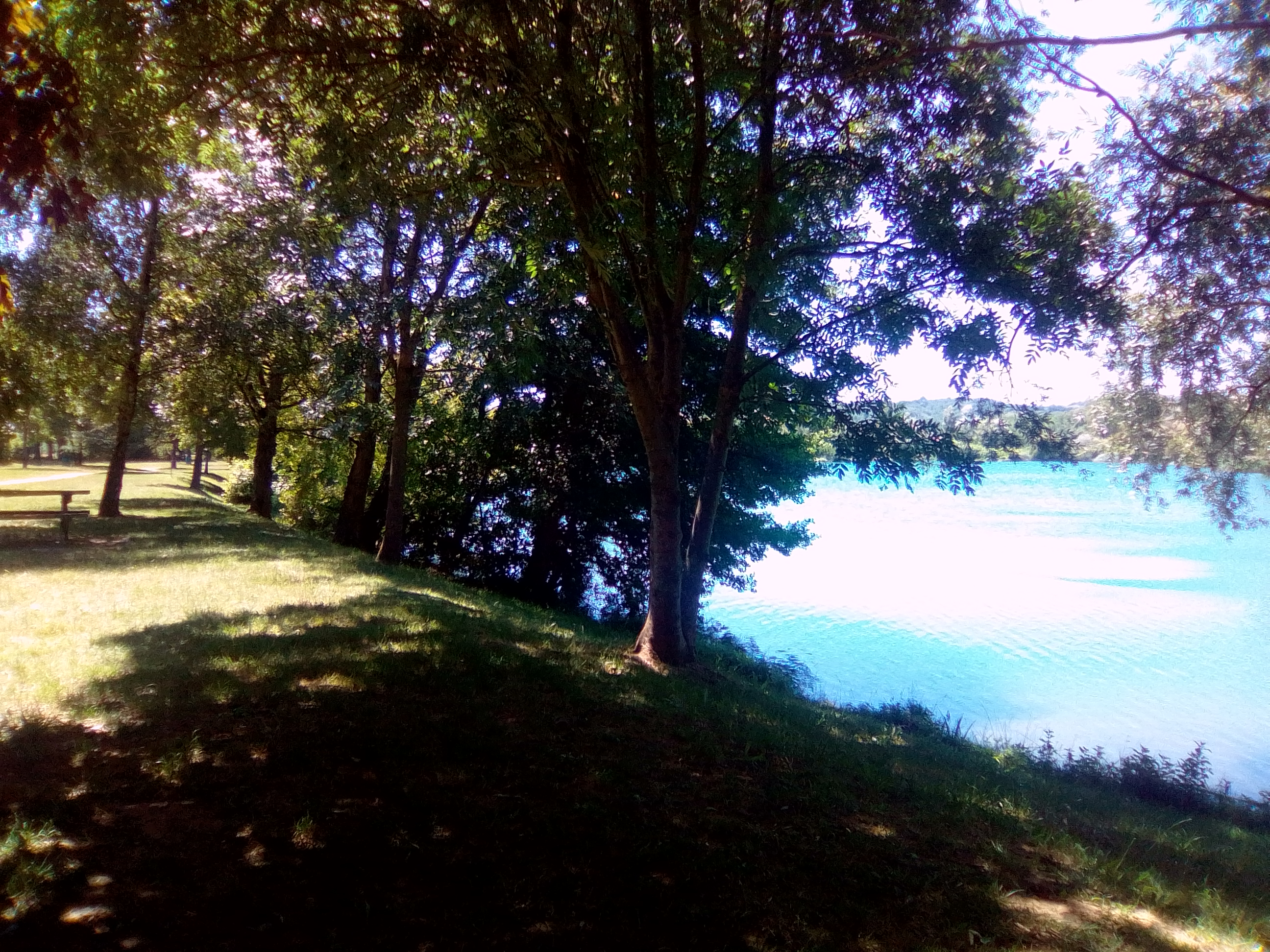
Le lac des Vernets de Galaure.

- Le lac des Vernets de Galaure est ouvert aux baigneurs et propose plusieurs animations.

### Sports
- Spot d'escalade au site des Roches qui dansent.

### Médias
La population de la commune se situe dans l'aire de diffusion de plusieurs médias :

#### Presse écrite
- Le Dauphiné libéré, quotidien régional qui consacre, chaque jour, y compris le dimanche, dans son édition de « Romans et Drôme des collines » un ou plusieurs articles à l'actualité du canton et de la commune, ainsi que des informations sur les éventuelles manifestations locales, les travaux routiers, et autres événements divers à caractère local.
- L'Agriculture Drômoise, journal d'informations agricoles et rurales, couvre l'ensemble du département de la Drôme.
- Drôme Hebdo (ancien Peuple Libre), hebdomadaire chrétien d'informations.

#### Presse audio-visuelle
La commune est située sur l'aire de diffusion de Ici Drôme Ardèche, une radio publique également diffusée sur tout le territoire du département de la Drôme et de l'Ardèche.

### Cultes
Un pèlerinage à la chapelle Notre-Dame-de-Vals et un office ont lieu tous les 8 septembre[réf. nécessaire].

## Économie

### Agriculture
En 1992 : céréales, vignes, vergers, bovins, caprins.
La commune abrite le siège social de Bartel (maroquinerie) qui a réalisé 42 millions de chiffre d'affaires en 2019 et emploie 330 salariés.

### Tourisme
- Pêche[12].
- Randonnées[12].

## Culture locale et patrimoine

### Lieux et monuments
- Ruines du château médiéval des dauphins sur un pic isolé[12].
- Chapelle Notre-Dame-de-Vals (agrandie au XVIe siècle)[12].
- Rochain : ancienne maison forte construite au XVe siècle[réf. nécessaire].
- Château de Marnas et sa chapelle[12] (propriété privée).
- Hospice de Rochetaillé[12].
- Chapelle de Villeneuve (propriété privée)[réf. nécessaire].
- Fontaine[12].
- Deux lavoirs : un dans le village (en bon état) et un autre au quartier de Villeneuve (qui doit être restauré)[réf. nécessaire].
- Église Saint-Barthélemy de Saint-Barthélemy-de-Vals, du village (XIXe siècle)[12].
- Les gorges de Rochetaillée ont été creusées de main d'homme[12].
- Ancienne usine à Villeneuve dont il ne reste que la cheminée (ancienne briqueterie ou tuilerie)[réf. nécessaire].
- Ancienne usine de la vallée de la Galaure qui produisait initialement des fours industriels et qui aujourd'hui abrite en grande partie des bureaux[réf. nécessaire].

### Patrimoine naturel
- Le site des Roches qui dansent (classé) est un chaos naturel. Il est aussi appelé sur certaines cartes Cromlech de la Roche-qui-danse[12].

Il est situé au quartier de Douévas, au débouché oriental du ruisseau de Ponsas, au sud de la commune.
La légende locale raconte que durant la nuit de Noël les pierres dansaient. Cette légende viendrait de l'existence sur le site d'une pierre branlante. Le site serait le lieu de refuge des fées. Certains y ont imaginé des cérémonies druidiques[réf. nécessaire].

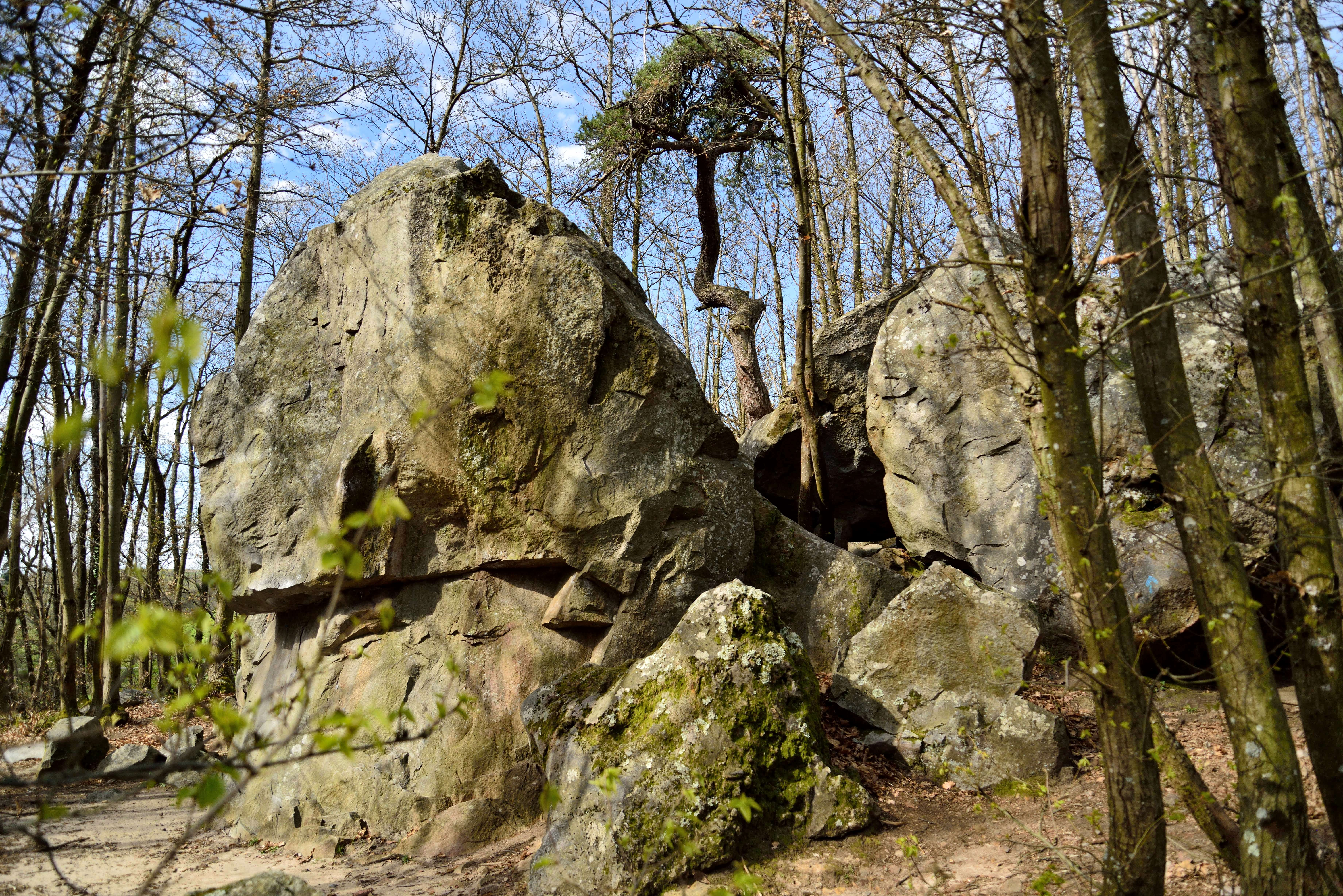
Les Roches qui dansent de Saint-Barthélemy-de-Vals.
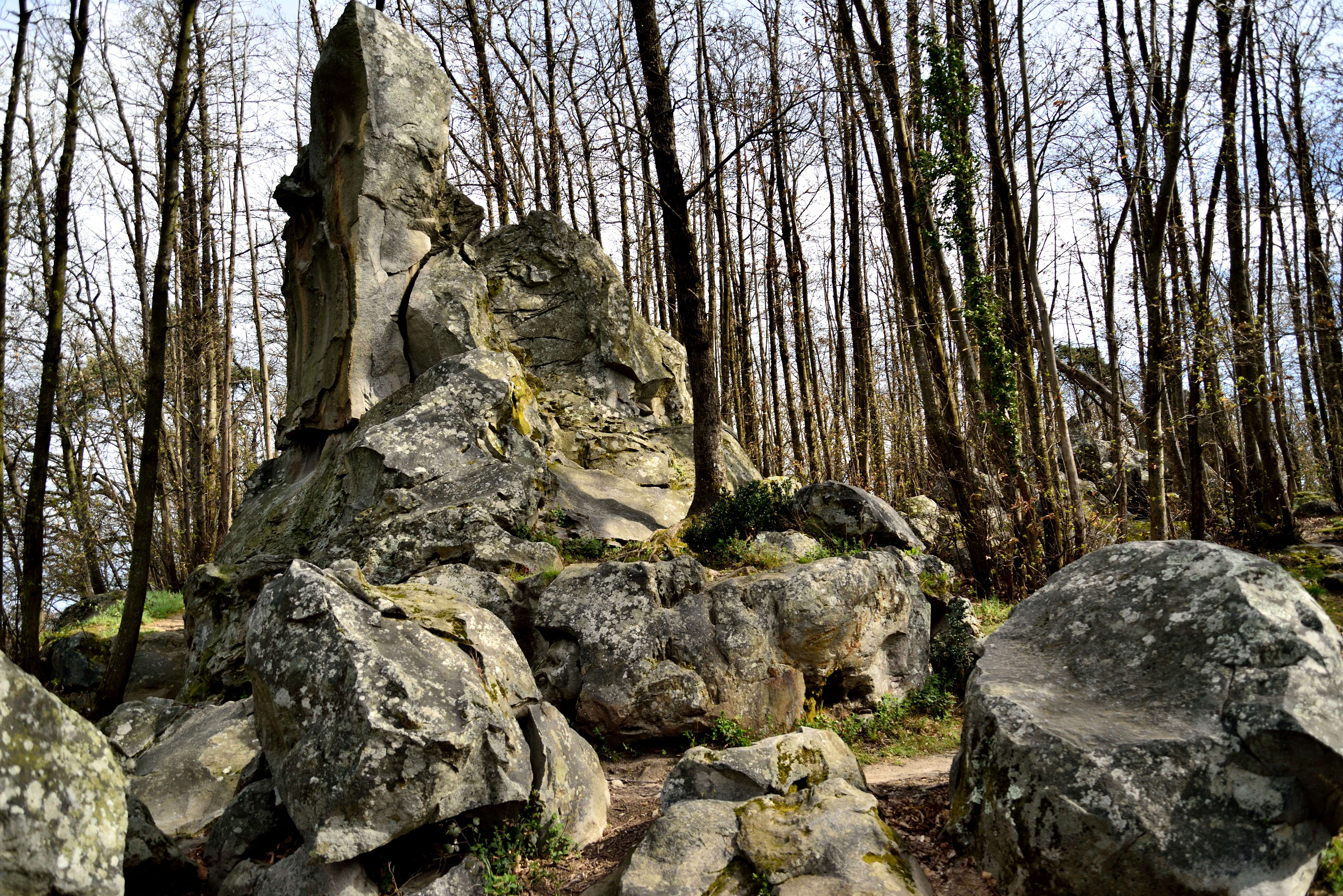
Les Roches qui dansent.

- Le marais des Vernets est géré par le CREN qui désire le classer en espace Naturel[réf. nécessaire].

### Héraldique, logotype et devise
|  | Saint-Barthélemy-de-Vals possède des armoiries dont l'origine et le blasonnement exact ne sont pas disponibles. |